# 大湖镇 (连平县)
大湖镇是中国广东省河源市连平县下辖的一个镇，位于连平县东南部，1987年设立。辖区总面积78.5平方公里，下辖1个社区8个村，总人口2.14万人。

## 行政区划
大湖镇下辖以下村级行政区划单位
大湖社区、库区村、罗径村、五禾村、湖西村、油村、盘石村、湖东村和活水村。